# Claudia Draxl
Claudia Draxl, auch Claudia Ambrosch-Draxl, (* 1959 in Villach) ist eine österreichische Physikerin. Sie ist ordentliche Professorin an der Humboldt-Universität zu Berlin auf dem Lehrstuhl für Theoretische Festkörperphysik.

## Leben
Von 1978 bis 1983 studierte Draxl Mathematik und Physik an der Universität Graz. 1987 promovierte sie an der Universität Graz in theoretischer Physik. 1996 beendete sie ihre Habilitation an der Universität Graz. 1996 wurde sie Dozentin und ab 1997 außerordentliche Professorin an der Universität Graz. Von 1999 bis 2001 war sie Direktorin des Instituts für Theoretische Physik an der Universität Graz und danach bis 2004 stellvertretende Direktorin. 2005 nahm sie einen Ruf als Universitätsprofessorin an die Montanuniversität Leoben an und hatte den Lehrstuhl für Atomistische Modellierung und Gestaltung von Materialien inne. Seit 2011 ist sie Universitätsprofessorin an der Humboldt-Universität zu Berlin und hat den Lehrstuhl für Theoretische Festkörperphysik.

## Forschung
Draxls Forschung konzentriert sich auf die Theorie kondensierter Materie. Ihre Forschungsschwerpunkte sind:
- Ab initio Berechnung der Eigenschaften von Feststoffen
- Dichtefunktionaltheorie
- Vielteilchentheorie
- Theoretische Spektroskopie
- Elektronen-Photonen-Kopplung
- Organische und anorganische Halbleiter
- Hybridmaterialien und Nanostrukturen
- Supraleitung

## Anerkennungen
- 1995 Ludwig-Boltzmann-Preis der Österreichischen Physikalischen Gesellschaft (OePG)[3][2]
- 2000 Ehrendoktorwürde der Universität Uppsala, Schweden[3][2]
- 2008 Forschungspreis des Landes Steiermark[3][2]
- 2011 Fellow der American Physical Society[3][4]
- 2013 Einstein-Professor an der Humboldt-Universität zu Berlin[5][3][2]
- 2013 Paracelsusring der Stadt Villach[6][3][2]
- 2014 Caroline-von-Humboldt-Professur[7][8][2]
- 2014 Max-Planck-Fellow[3][2]
- 2018 Korrespondierendes Mitglied der Österreichische Akademie der Wissenschaften (mathematisch-naturwissenschaftlichen Klasse im Ausland)[9]
- 2025 Aufnahme als Mitglied der Sektion Physik in die Nationale Akademie der Wissenschaften Leopoldina

## Ausgewählte Publikationen
- Stefaan Cottenier, Guo-Xu Zhang, Jonathan R. Yates, John M. Wills, Veronique van Speybroeck, Michiel J. van Setten, David Vanderbilt, Marc Torrent, Alexandre Tkatchenko: Reproducibility in density functional theory calculations of solids. In: Science. 351. Jahrgang, Nr. 6280, 25. März 2016, ISSN 1095-9203, S. aad3000, doi:10.1126/science.aad3000, PMID 27013736 (englisch, sciencemag.org).
- Luca M. Ghiringhelli, Jan Vybiral, Sergey V. Levchenko, Claudia Draxl, Matthias Scheffler: Big Data of Materials Science: Critical Role of the Descriptor. In: Physical Review Letters. 114. Jahrgang, Nr. 10, 10. März 2015, S. 105503, doi:10.1103/PhysRevLett.114.105503 (englisch, aps.org).
- M. G. Ramsey, F. P. Netzer, C. Ambrosch-Draxl, P. Puschnig, M. Oehzelt, S. Berkebile, G. Koller: Intra- and Intermolecular Band Dispersion in an Organic Crystal. In: Science. 317. Jahrgang, Nr. 5836, 20. Juli 2007, ISSN 1095-9203, S. 351–355, doi:10.1126/science.1143239, PMID 17641196 (englisch, sciencemag.org).
- Claudia Ambrosch-Draxl, Jorge O. Sofo: Linear optical properties of solids within the full-potential linearized augmented planewave method. In: Computer Physics Communications. 175. Jahrgang, Nr. 1, 1. Juli 2006, ISSN 0010-4655, S. 1–14, doi:10.1016/j.cpc.2006.03.005 (englisch, sciencedirect.com).
- C. Ambrosch-Draxl, J. A. Majewski, P. Vogl, G. Leising: First-principles studies of the structural and optical properties of crystalline poly(para-phenylene). In: Physical Review B. 51. Jahrgang, Nr. 15, 15. April 1995, S. 9668–9676, doi:10.1103/PhysRevB.51.9668 (englisch, aps.org).